# Союз TMA-06M
Союз TMA-06M — місія космічного корабля «Союз» до МКС з космонавтами на борту.
12 жовтня 2012 заправлений паливом і стисненими газами корабель «Союз ТМА-06М» був доставлений до МВК КА для проведення заключних операцій підготовки.
У ході польоту космонавти виконали велику кількість експериментів різної спрямованості, прийняли і розвантажили вантажні кораблі «Прогрес М-17М», «Прогрес М-18М» і «Dragon».
На Землю космонавти повернулися 16 березня 2013 — спусковий апарат здійснив посадку на північний схід від м. Аркалик (Казахстан).
Незабаром після посадки Олег Новицький та Євген Тарелкін взяли участь в експерименті з відпрацювання ручного керованого спуску з орбіти на «поверхню» Марса з використанням центрифуги ЦФ-18, за допомогою якої моделювалися перевантаження при спуску в реальному режимі космічного польоту.

## Екіпаж
- (Роскосмос): Олег Новицький (1-й космічний політ) — командир екіпажу.
- (Роскосмос): Євгеній Тарєлкін (1) — бортінженер.
- (НАСА): Кевін Форд (2) — бортінженер.

## Галерея

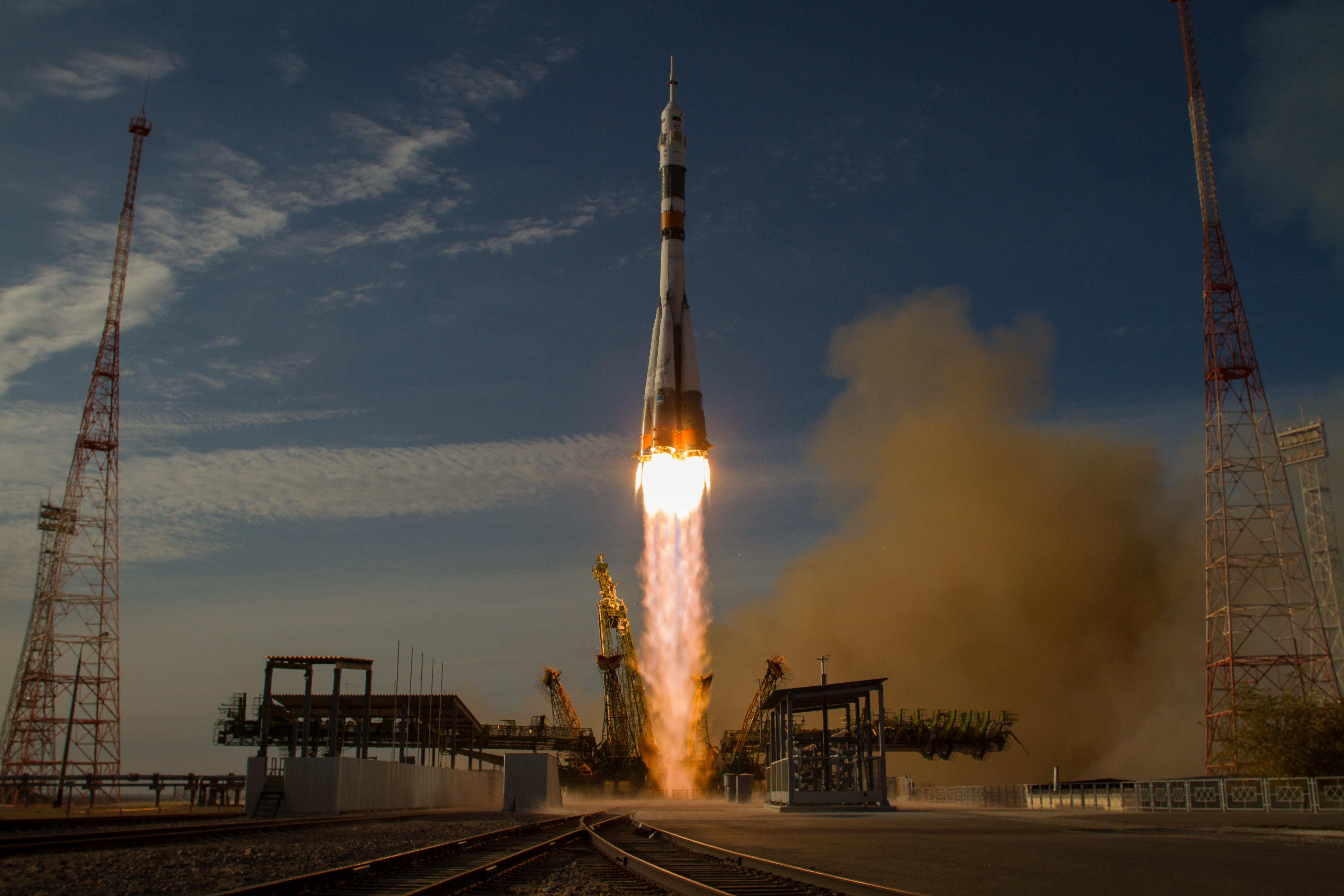
Запуск ракети-носія «Союз-ФГ» з пілотованим кораблем «Союз ТМА-06М»
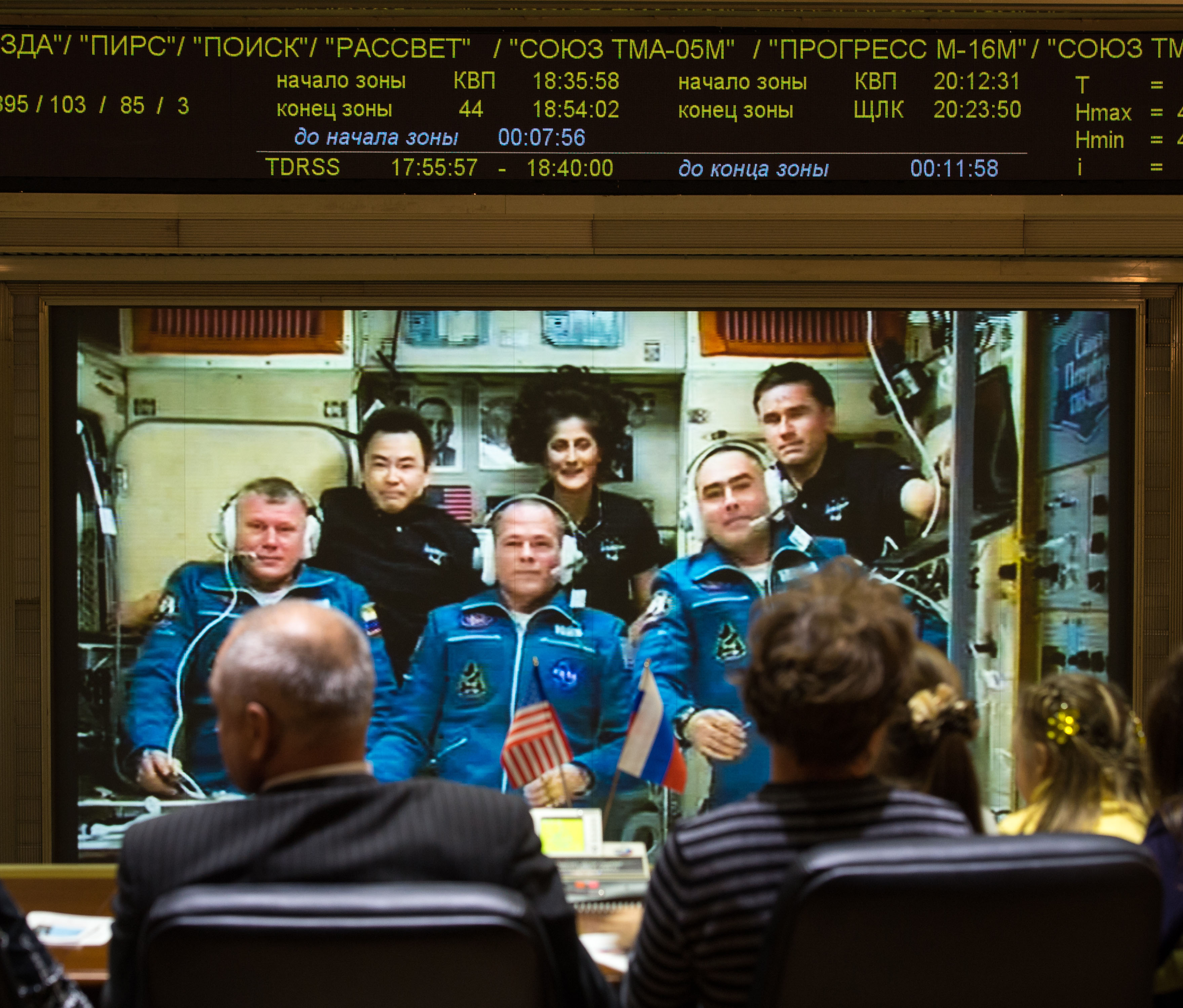
Екіпаж Союзу на борту МКС. Переговори з Центром управління польотами незабаром після стикування.